# Institut de botanique de l'Inde
Pour les articles homonymes, voir BSI.
L'Institut de botanique de l'Inde (en anglais, Botanical survey of India ou BSI)  est une institution créée par le Raj britannique en 1890 pour étudier les ressources végétales du sous-continent indien.

## Histoire
La Compagnie britannique des Indes orientales avait déjà établi des jardins botaniques à Calcutta (devenu le jardin botanique national indien), Pune, Saharanpur et Madras (Chennai) en tant que centres pour l'observation, indexation et amélioration des connaissances en botanique et favoriser l'expérimentation dans ce domaine parmi les gouvernements locaux. Le jardin botanique de Saharanpur par exemple, qui date d'avant 1750, a été acquis par la Compagnie des Indes en 1817 pour la culture de plantes médicinales. La plupart des travaux des jardins botaniques de la Compagnie étaient destinés à la culture de plantes d'intérêt commercial. 
L'Institut de botanique de l'Inde a été officiellement fondé le 13 février 1890 sous la direction de Sir George King, qui avait été surintendant, depuis 1871, du Jagadish Chandra Bose Indian Botanic Garden (anciennement le Royal Botanic Garden) à Calcutta. L'administration de l'Institut, installée à Park Street (Calcutta), est placée sous le ministère de l'Environnement et des Forêts.

## Note et Référence
- (en) Cet article est partiellement ou en totalité issu de l’article de Wikipédia en anglais intitulé « Botanical Survey of India » (voir la liste des auteurs).

1. ↑  "The Saharánpur Botanic Garden", Natural History Museum, London
2. ↑  Botanical Survey of India (BSI)  "History", Botanical Survey of India.